# Dudley Coutts Stuart

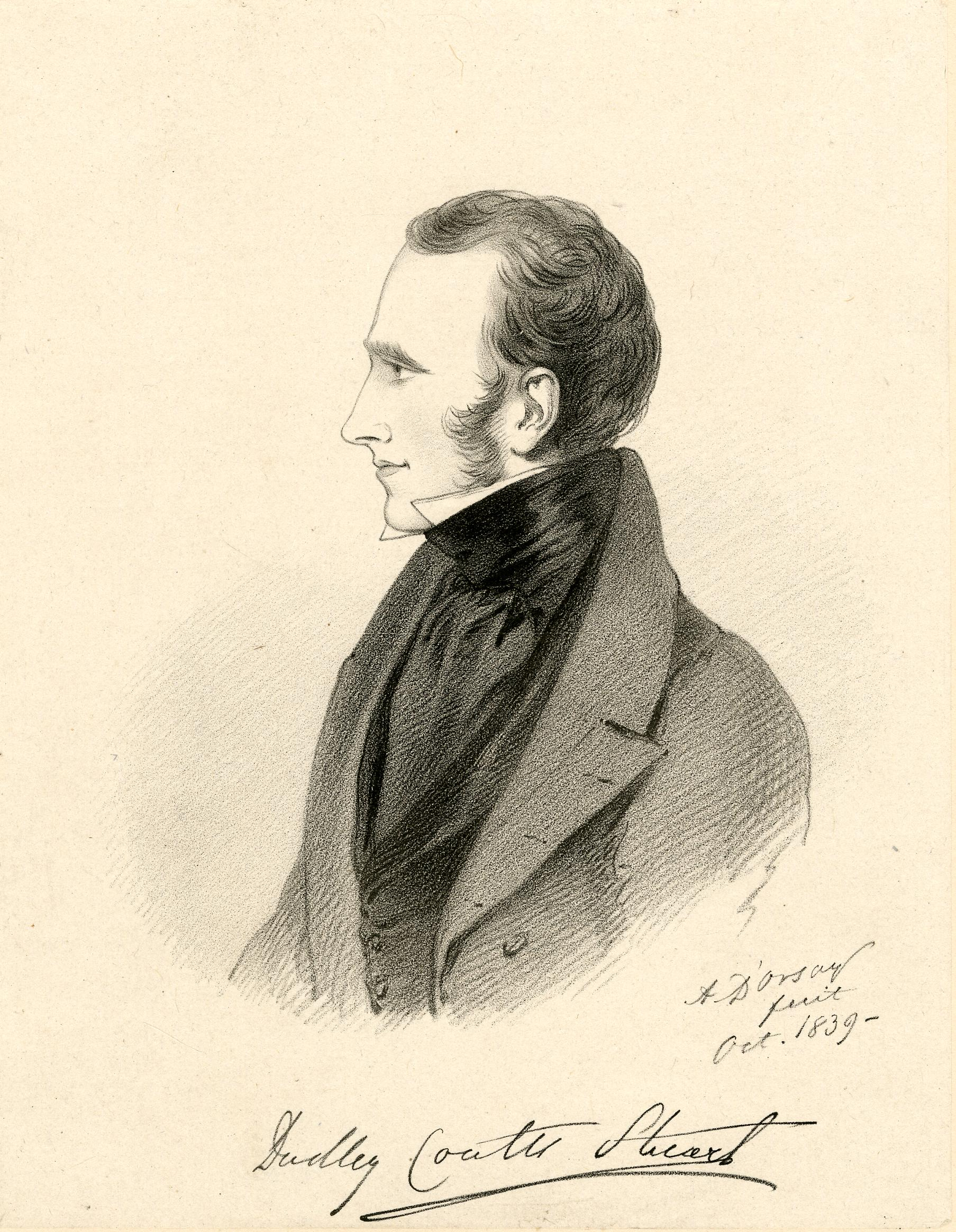
Lord Dudley Coutts Stuart

Dudley Coutts Stuart (ur. 11 stycznia 1803 roku w Londynie, zm. 17 grudnia 1854 w Sztokholmie) – brytyjski arystokrata, lord, najmłodszy syn Johna Stuarta i Frances Coutts.
W kwietniu 1824 roku poślubił Christinę Aleksandrinę Egyptę Bonaparte, córkę brata cesarza Napoleona I – Lucjana Canino. Wig, liberał, polonofil, gorący zwolennik sprawy niepodległości Polski. Zdeklarowany przeciwnik Imperium Rosyjskiego.
Był prezesem Literary Association of the Friends of Poland. Wspierał m.in. Jana Bartkowskiego podczas jego pobytu w Wielkiej Brytanii.